# Karl Adolph
Karl Adolph (Viena, 19 de mayo de 1869-ibidem, 22 de noviembre de 1931) fue un escritor austríaco.
Trabajó también como asistente de pintor y en la administración del Hospital general de Viena.
Su obra describe la vida de proletarios y pequeños burgueses en los suburbios de Viena.

## Obra
- Lyrisches (1897)
- Haus Nr. 37 (1908)
- Schackerl  (1912)
- Töchter  (1914)
- Am 1. Mai (1919)

## Premios
- Bauernfeld-Preis (1914)